# Kirche Hl. Sava (Čerević)

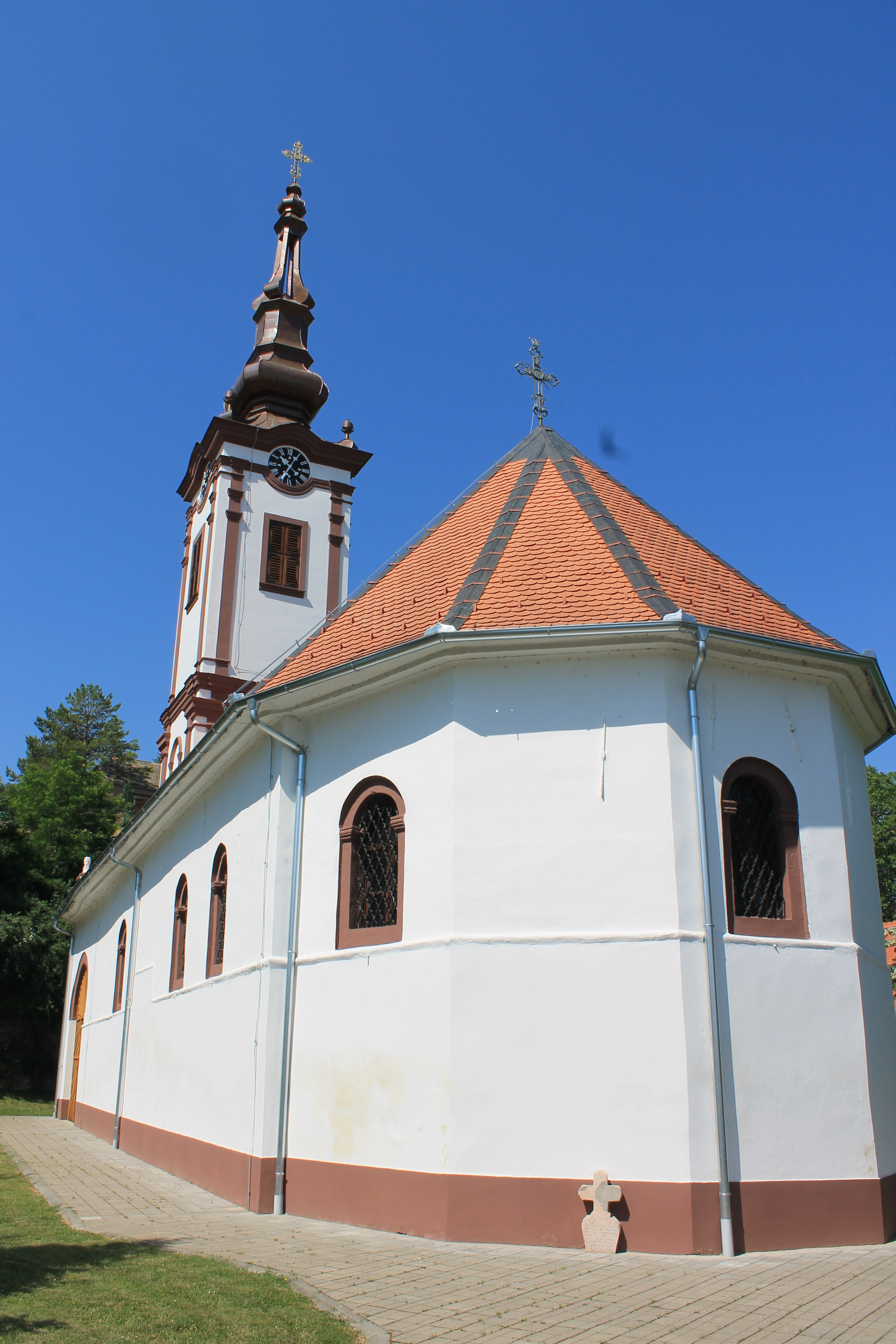
Die Kirche Hl. Sava in Čerević von Osten

Die Kirche Hl. Sava (serbisch: Црква Светог Саве, Crkva Svetog Save) im Dorf Čerević, in der Opština Beočin, ist eine serbisch-orthodoxe Kirche in der nordserbischen autonomen Provinz Vojvodina.
Das 1744 erbaute Kirchengebäude ist dem serbischen Nationalheiligen, dem ersten Erzbischof und dem Erleuchter des serbischen Volkes, dem Hl. Sava von Serbien, geweiht und die Pfarrkirche der Pfarrei Čerević im Dekanat Podunavsko, der Eparchie Srem der Serbisch-Orthodoxen Kirche.
Als unbewegliches Kulturgut besitzt die Kirche den Status eines Kulturdenkmals von großer Bedeutung und steht unter staatlichem Schutz.

## Lage

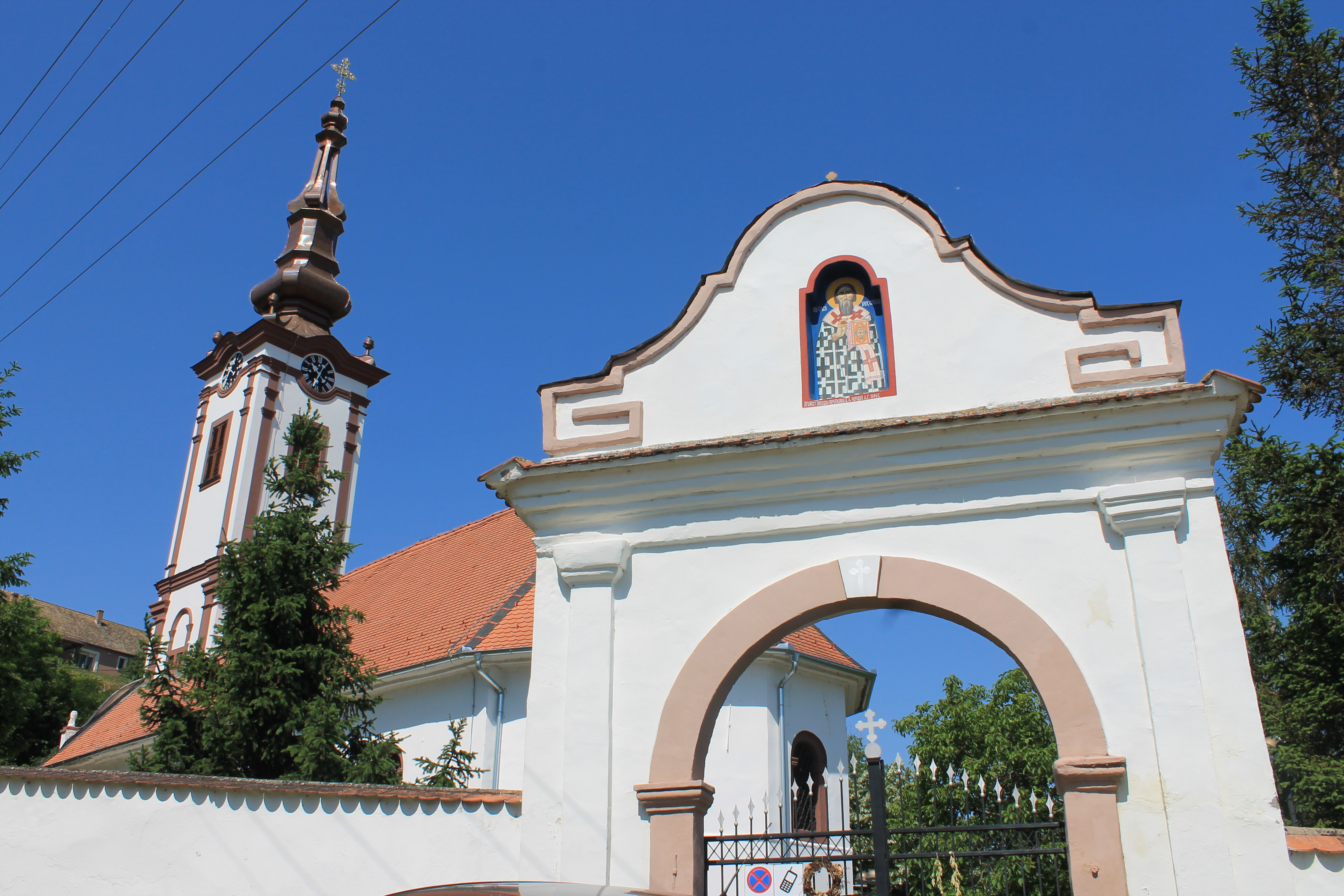
Eingangsportal und Kirche

### Čerević
Čerević gehört zur Opština Beočin, die administrativ dem Okrug Južna Bačka angehört, sich jedoch in der Landschaft des Srem befindet. Das Dorf liegt am rechten Ufer der Donau, an der Mündung des Baches Čerevićki Potok in die Donau und am Fuße der Fruška Gora, an deren nördlichen Ausläufern ein Teil des Dorfes steht. Čerević ist 24 km südwestlich der Großstadt Novi Sad gelegen.
Unweit östlich der Kirche Hl. Sava steht die römisch-katholische Kirche St. Josef. Im Ort existieren zwei Friedhöfe und im südlichen Dorfgebiet in der Fruška Gora, im Wandergebiet der Testera, steht die 1910 erbaute, serbisch-orthodoxe Kapelle Hl. Großmärtyrer Eustachius.

### Kirche Hl. Sava
Die Kirche steht im Dorfzentrum an der kleinen Straße Svetosavska Ulica, kurz vor deren Einmündung in die Straße Ulica Milenka Šerbana. Die genaue Adresse der Kirche lautet Svetosavska Ulica Nr. 3. Nördlich der Kirche führt eine kleine Gasse ebenfalls zur Kirche, mit einem kleinen Eingangsportal mit Tor und einer Steintreppe. Im oberen Teil auf der Westseite des Eingangsportals ist eine Freske des Hl. Großmärtyrers Prokopios und auf der Ostseite eine des Hl. Athanasius des Großen dargestellt. 
Die Kirche steht im großen ummauerten oder umzäunten Kirchhof, mit einem südlich der Kirche stehenden, imposanten Eingangsportal mit großem Tor, in dem neben der Kirche das große Pfarrhaus mit Kirchenmuseum, ein Kirchenbrunnen, Sitzbänke, alte Grabdenkmäler, Ständer zum Kerzenentzünden und Bäume stehen. Im oberen Teil auf der Westseite des Eingangsportals ist der Hl. Sava und auf der Ostseite die Hl. Mutter Petka Paraskeva abgebildet. 
Die Kirche steht am Fuße eines Hügels, von dessen Gipfel sich ein herrlicher Ausblick über das Dorf hinaus zur Donau, zur auf dem linken Donauufer liegenden Stadt Futog und bis nach Novi Sad bietet. 

## Geschichte

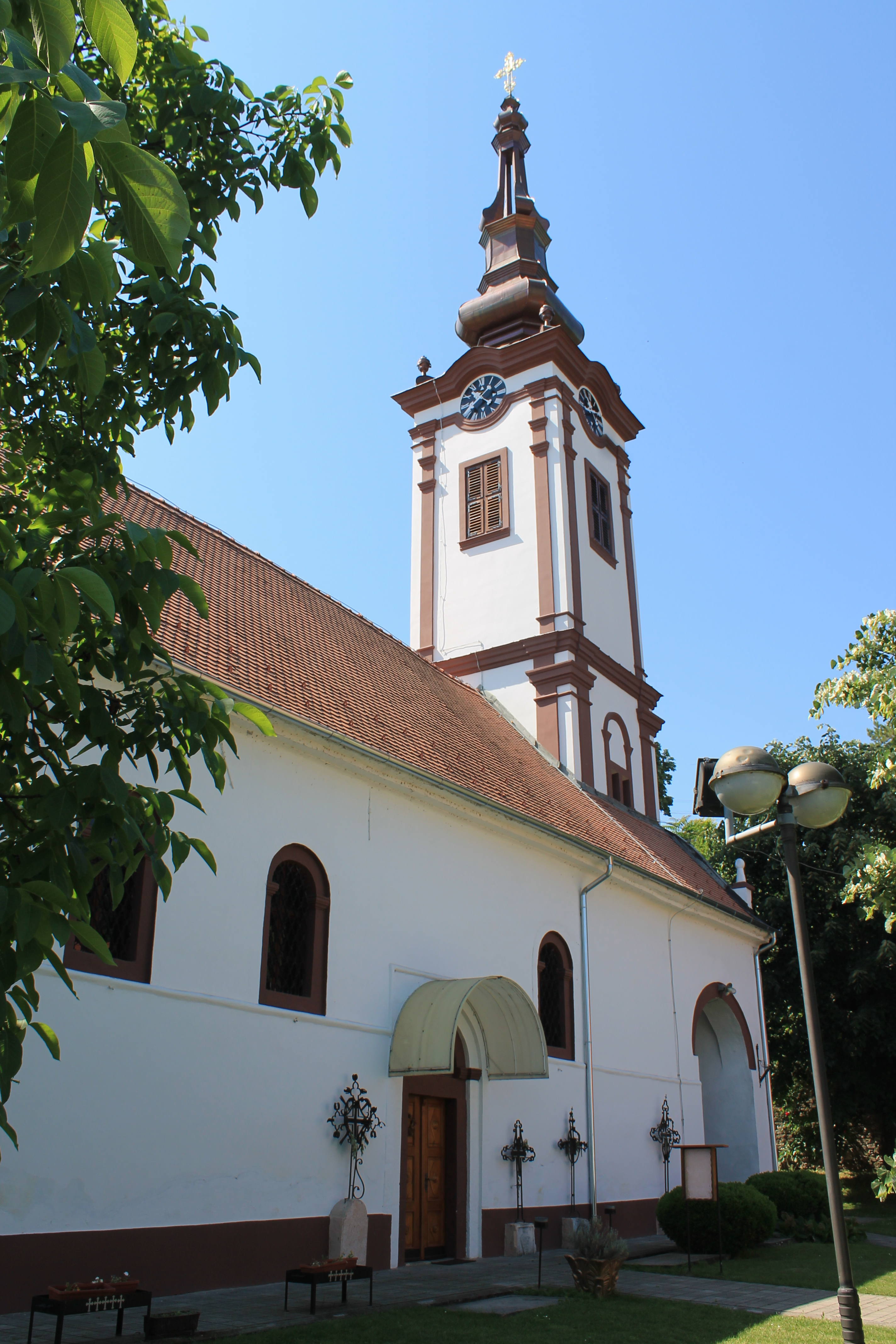
Südseite der Kirche

Čerević ist ein sehr altes Dorf. Die erste orthodoxe Kirche im Ort, mit dem Patrozinium der Hl. Dreifaltigkeit, wird im 14. Jahrhundert erwähnt. 1608, zur Zeit der Türkenherrschaft, standen im Dorf eine Schule, mehrere Moscheen und eine orthodoxe Kirche. Im Jahre 1700 wurde eine Steinkirche mit einem Schindeln gedeckten Dach erbaut. 1732 wird diese Kirche ebenfalls erwähnt. Das heutige Gotteshaus wurde 1744 am Standort der Kirche aus dem Jahre 1700 erbaut und seitdem mehrmals renoviert. In den 1770er Jahren wurde das Gotteshaus großen Umbauten unterzogen, die seine heutige Erscheinungsform prägten.
Die Ikonostase stammt aus der zweiten Hälfte des 18. Jahrhunderts und weist nach Ansicht von Experten in ihrem architektonischen und künstlerischen Konzept Ähnlichkeiten mit der Ikonostase des Klosters Beočin auf, die von Janko Halkozović, Dimitrije Bačević und Teodor Kračun geschaffen wurde, dem auch die Schaffung der Ikonen in der Kirche von Čerević zugeschrieben wird. Es wird angenommen, dass die Ikonostase von einem seiner Schüler, einem besseren Maler des Übergangsstils von Barock zum Klassizismus, angefertigt wurde. Die Herstellung der Ikonostase wird mit der Werkstatt des bekannten Holzschnitzer-Meisters Marko Vujatović verbunden. Die Tische wurden von Maksim Lazarevic hergestellt. Die Wandmalereien stammen aus drei Epochen und stammen von unterschiedlichen und unbekannten Malern.
Neben der Slava des Kirchenpatrons Hl. Sava wird in Čerević auch der Tag des Hl. Prokopios (der 21. Juli nach julianischem Kalender) zelebriert, da der Überlieferung nach im 18. Jahrhundert an diesem Tag eine große Pestepidemie im Dorf endete.
Am Beginn der Gasse, die zur Kirche führt, steht neben dem Haus der serbisch-orthodoxen Kirchengemeinde ein großes Steinkreuz aus dem Jahre 1792. Bis zur großen Überschwemmung im Jahr 1965 stand das Kreuz näher an der Donau, beim Dock und wurde wegen der Erhöhung des Schutzdammes an seinen heutigen Standort verlegt. Eine weitere größere Renovierung wurde im Jahr 1819 vollzogen, so dass dieses Jahr zuweilen als Erbauungsdatum der Kirche gilt. 1826 schloss der berühmte Ikonenmaler Georgije Bakalović mit der Kirchengemeinde einen Vertrag zur Renovierung der Ikonostase ab.
Im Kirchhof befindet sich eine alte Schule aus dem Jahr 1825, die heute als Pfarrhaus genutzt wird und in der sich heute das Kirchenmuseum befindet. In der Nähe der Kirche steht auch das Haus der Kirchengemeinde. Der Kellerteil des ehemaligen Weinkellers wird heute als Kirchensaal genutzt. Auch im Kirchhof befinden sich mehrere Grabdenkmäler bedeutender Priester, Kaufleute und Wohltäter (unter anderem Atanasije Gereski und Petar Kostić) der Kirche.
Atanasije Gereski, ein Dorfbewohner, der nach Odessa gezogen war, schickte 1863 ein neues Epitaphios der Kirche seines Geburtsortes. 1868 erwarben der damalige Dorfpriester, Jovan Maksimović, und der Gemeinde-Notar, Jovan Živković, ein bedeutendes liturgisches Buch. Zuvor hatte 1867 Priester Maksimović ein Buch zur Landbewirtschaftung erworben.
Im Jahr 1900 wurde das Kirchengebäude ebenfalls renoviert. Während des Ersten Weltkrieges wurden die Kirchglocken entfernt und von der österreichisch-ungarischen Armee als Material zum Gießen von Kanonen verwendet. 1923 wurden neue Glocken installiert.
1972 wurde die Kirche einer großen Restauration unterzogen. Am 5. November 1972 wurde die Kirche Hl. Sava vom damaligen Bischof der Eparchie Srem, Makarije, feierlich neu eingeweiht. 
Die Kirche wurde im sozialistischen Jugoslawien am 4. April 1972 zum Kulturdenkmal erklärt. Am 30. Dezember 1991 erfolgte die Kategorisierung der Kirche und das Kirchengebäude wurde zu einem Kulturdenkmal von großer Bedeutung erhoben.
1991 wurden mit der Geldspende des Ehepaars Slobodan und Slavica Karanović aus der Stadt Bačka Palanka die Kirchenglocken elektrifiziert. 1995 wurde das Gotteshaus zu einem Kulturdenkmal von großer Bedeutung erklärt. In den letzten Jahren wurden die Außenfassaden teilweise neu gestrichen.

## Architektur

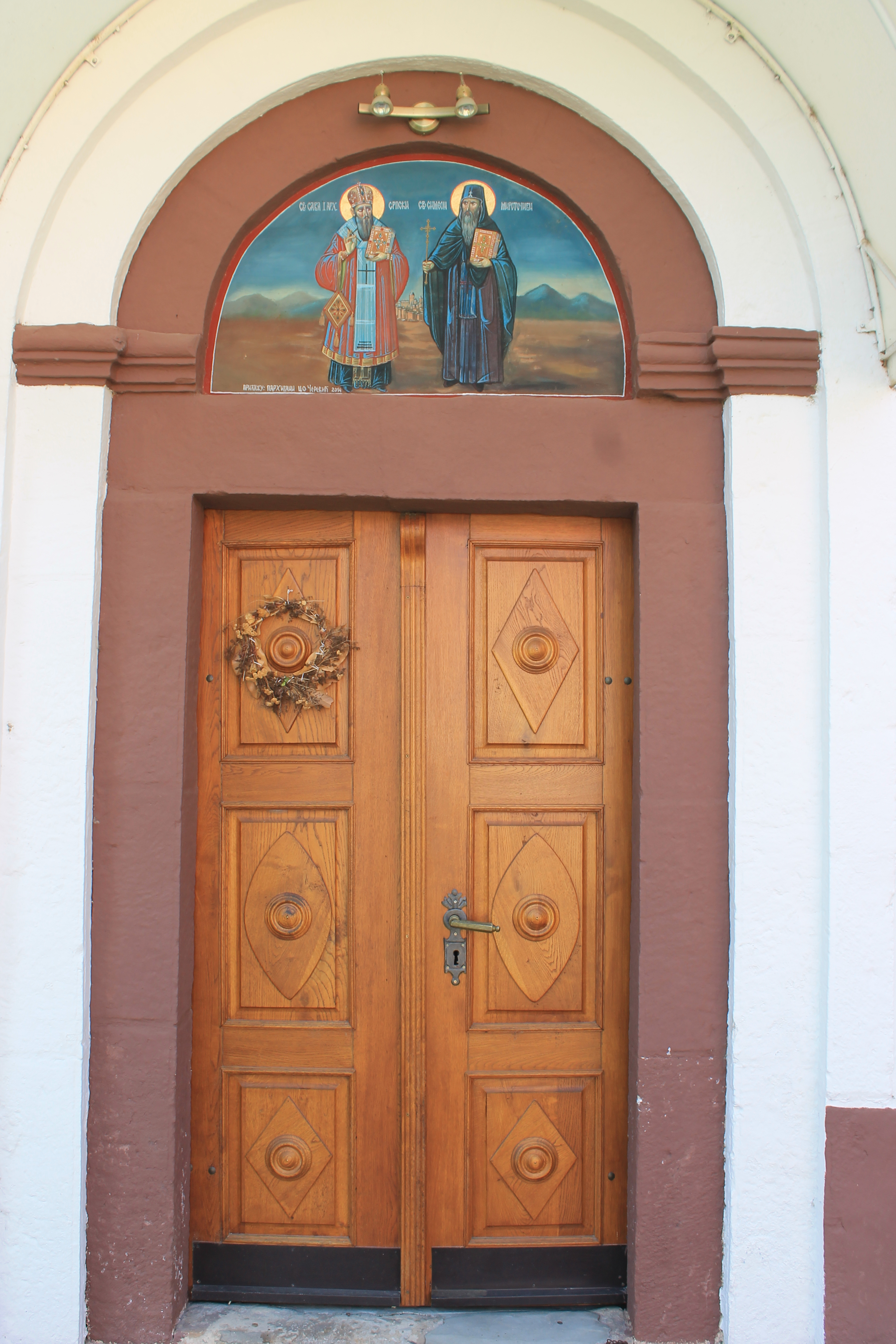
Türe und Freske des Südeingangs

Das einschiffige Kirchengebäude mit einem rechteckigen Grundriss ist in seiner Grundkonzeption im Stil des Barock erbaut worden, mit einer von außen fünfseitigen und im Inneren halbrunden Altar-Apsis im Osten und einem Narthex mitsamt einem sich aus der Westfassade erhebenden (nachträglich zugefügten) hohen Kirchturm, den eine mehrgeschossige Zwiebelturmkappe krönt, im Westen. Die Kirche, mit einem Kupferdach auf dem Kirchturm und einem Ziegeldach über dem Kirchenschiff, ist in der Umgebung für ihre reiche Verzierung und die schönen Kirchenfassaden bekannt.
Auch wenn die Kirche mehrere Umbauten und Renovierungen in ihrer Geschichte aufzuweisen hat, weisen die Zurückhaltung und die Reduzierung der dekorativen Plastik auf ein Minimum (die Kapitelle, die die Bögen der Fensteröffnungen stützen, der Fassadenring, der den hohen Sockel begrenzt, und das Dach, das den Dachfirst stärker überdeckt), jedoch darauf hin, dass das ursprüngliche Erscheinungsbild des Kirchengebäudes weitgehend gewahrt wurde. Der Kirchturm weist die größten dekorativen Elemente, in Form von Pilastern mit Kapitellen und Blindfenstern, auf. Die Außenfassaden des Kirchenschiffes sind sehr schlicht mit Kapitellen, Arkadenfenstern und einem bis unter das Dach reichenden Gesims verziert.
Der Haupteingang der Kirche befindet sich an der Westfassade, in einer Vorhalle mit großen Rundbogen, über dem sich der Kirchturm erhebt. Auch gibt es Nebeneingänge an der Nord- und Südseite der Kirche. Im Rundbogen befinden sich neben dem Hauptkircheneingang ein kleinerer Nebeneingang, mehrere Gedenkplatten, Wandikonen, Holzsitzbänke und die Ständer zum Kerzenentzünden. Über dem Südeingang sind seit 2014 auf einer Freske der Hl. Sava und der Hl. Simeon Mirotočivi dargestellt. 
Die Kirche besitzt zwei Kirchenkreuze, eines auf der Spitze des Kirchturmes und das andere am Ostende des Naos. Im oberen Geschoss des Kirchturms befindet sich zu jeder Seite des Kirchturms eine Uhr mit Mechanismus. An die Kirchwände sind mehrere Kreuze aus Stein und Metall angelehnt.
Das Kircheninnere wird von der prächtigen, reich verzierten, hohen, mehrstöckigen und mehrtürigen Ikonostase mitsamt Ikonen, im Stil des Übergangs vom Barock zum Klassizismus, dominiert. Im Kircheninnenraum befinden sich zudem der Gottesmutter- und Bischofsthron, Kronleuchter, reich dekoriertes Chorgestühl, Wandikonen und Chorständer. Die Kirche verfügt über einen Chorbalkon im westlichen Kirchenschiff. Die Kirchenwände sind mit marmorimitierenden Verkleidungen und Wandmalereien geschmückt.